# HD 83126
HD 83126，又名BD+67 602，SAO 14949、HR 3824，是一颗恒星，视星等为5.94，位于銀經145.15，銀緯40.59，其B1900.0坐标为赤經9h 31m 10.6s，赤緯+67° 40.59′ 22″。